# 부천 만불선원 십지경론 이구지･난승지2책
부천 만불선원 십지경론 이구지･난승지2책(十地經論 離垢地･難勝地 2冊)은 대한민국 경기도 부천시, 만불서원에 있는 조선시대의 책이다. 2012년 3월 26일 경기도의 유형문화재 제267호로 지정되었다.

## 지정 사유
권7의 끝에 “임인세(1242)고려국대장경도감봉칙조조”라는 권말 간기에 의거 1242년 간행한 『고려대장경』의 번각본임을 알 수 있는데, 본 고서는 1635년 송광사판본일 가능성이 있고 임진왜란 종전 후 37년만에 간행된 고서로 가치가 인정된다.

## 같이 보기
- 만불선원

## 참고 자료
- 부천 만불선원 십지경론 이구지･난승지2책 - 국가유산청 국가유산포털